# Sanfrid Neander-Nilsson
Sanfrid Neander-Nilsson, född 19 januari 1898 i Mjällby församling, Blekinge län, död 16 maj 1950 i Göteborg, var en svensk arkeolog, författare och tidningsman. 

## Biografi
Föräldrar var sjömannen Nils Daniel Jönsson och Sissa Jönsson, född Olsdotter. Han avlade studentexamen i Uppsala 1919, studerade därefter klassisk filologi och arkeologi vid Uppsala universitet, där han blev filosofie licentiat 1927. Han deltog i de svenska utgrävningarna i Grekland 1924–1926 och var sekreterare vid den svenska arkeologiska institutionen i Rom 1927–1928. Han företog studieresor till Grekland 1924, 1925 och 1926, Italien 1927–1930 samt mellaneuropa 1930–1931 och verkade samtidigt även som journalist och var korrespondent för Nya Dagligt Allehanda 1927–1937 och utrikesredaktör där 1931. Åren 1937–1949 var han chefredaktör för Göteborgs Morgonpost och därefter kulturredaktör vid samma tidning. Han var starkt påverkad av den italienska fascismen och redigerade Göteborgs Morgonpost i högerradikal anda med anknytning till Sveriges Nationella Förbund. 
Han skrev reseskildringar, politiska skrifter och skönlitteratur samt översatte från franska Emmanuel Rodocanachis Tre furstehov i Vatikanen under renässansen (1929).
Neander.Nilsson var gift första gången 1927 med Elise Aubert Lindbæk och andra gången 1941 med Dagny  Setterborg, född Seydel (död 1947).

### Översättningar
- Rodocanachi, Emmanuel (1929). Tre furstehov i Vatikanen under renässansen. Stockholm: Wahlström & Widstrand. Libris 1342506